# Fort William (Whydah)
Fort William fou una fortalesa britànica establerta al regne de Whydah (francès Ouidah) al actual Benín (abans Dahomey)
La fortalesa fou fundada el 1683 per la companyia londinenca Royal Africa Company (Companyia Reial Africana) a la zona de Kindji al sud-oest del fort francès de Saint Louis fundat el 1671 (els portuguesos van construir també un fort el 1721) i va esdevenir un dels més importants dipòsits d'esclaus de la costa del modern Benín. Deu el seu nom al rei Guillem III d'Anglaterra (1689-1703). La seva guarnició era de 1 oficial, 16 mariners i 2 auxiliars i disposava de 26 canons. Formava part administrativament dels establiments de la Costa d'Or. La seva història és bastant coneguda pel diari que va escriure Lionel Abson, factor de la fortalesa del 1770 al 1803, avui perdut però que fou àmpliament emprat per Archibald Danzel per escriure la seva història de Dahomey el 1793 i, per tant, conservades les seves dades.
Després de l'abolició de l'esclavatge (1807) el fort fou abandonat definitivament el febrer de 1812.

## Governadors (factors)

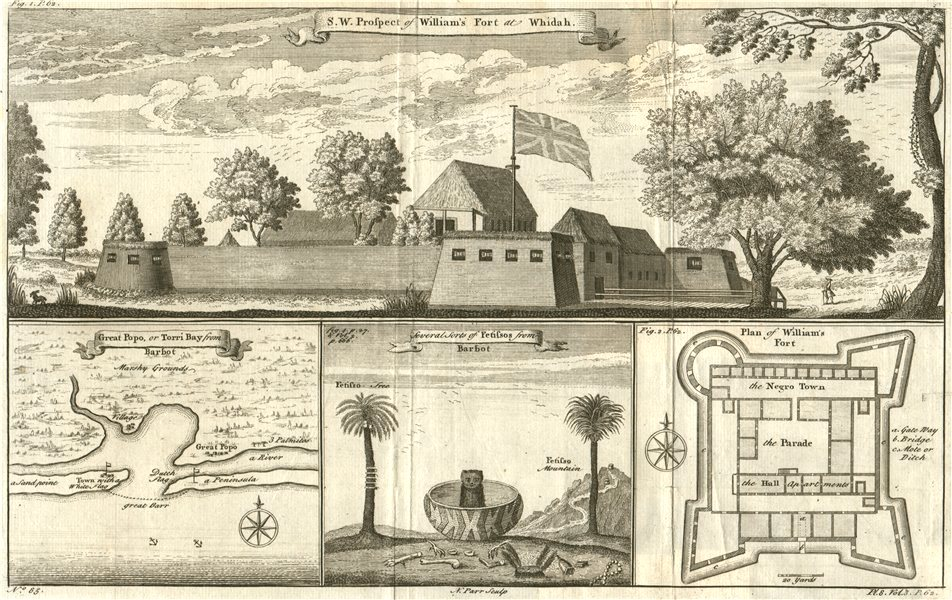
Fort William in Whydah

- 1681 John Thorne (a Offra 1681-83)
- 1682 - 1684 John Winder
- 1684 - 1688 John Carter
- 1688 - 1690 Petley Wyborne
- 1690 - 1692 John Wortley
- 1692 - 1693 Edward Jacklin
- 1693 John Pratt
- 1693 - 1694 Francis Smith
- 1694 - 1699 Josiah Pearson
- 170? - 1704 Peter Duffield
- 1704 - 1709 Richard Willis
- 1709 - 1712 William Hicks
- 1712 - 1713 Agents Hilliard i Green
- 1713 - 1715 Agents J. Errington i L. Green
- 1715 - 1716 Agents R. Mason, D. Welsh, W. Bramston
- 1716 - 1720 William Baillie i Johnson
- 1720 John Stevenson
- 1721 - 1724 Ambrose Baldwyn
- 1724 - 1727 Tinker
- 1727 - 1728 Abraham Duport
- 1728 - 1729 Thomas Wilson
- 1729 - 1729 Charles Testefole
- 1729 - 1730 Robert Urquhart
- 1730 Edward Dean
- 1731 Robert Poulter
- 1731 - 1733 Edward Dean
- 1733 - 1734 Charles Whitaker
- 1734 John Wyat (interí)
- 1734 - 1735 William Whetstone Rogers
- 1735 - 1737/38? Alexander Spalding
- 1738 - 1739 Stephen Lushington
- 1739 - 1745 Isaac Gregory
- 1745 - 1745 Arthur Graham
- 1746 Henry Turner
- 1747 - 1750 William Devaynes
- 1750 - 1751 Andrew Johnson
- 1751 Robert Livingstone
- 1751 - 1752 William Devaynes (segona vegada)
- 1752 - 1753 William Withers
- 1753 - 1762 William Devaynes (tercera vegada)
- 1762 - 1767 William Goodson
- 1767 Richard Burgess
- 1767 - 1770 Archibald Dalzel
- 1770 Erasmus Williams
- 1770 - 1803 Lionel Abson
- 1803 - 1804 Henry Edward James (interí)
- 1804 - 1807 Henry Hamilton
- 1807 - 1812 Frederick James